# Kammerwahl 1964
- KPL: 5
- LSAP: 21
- MIP: 2
- DP: 6
- CSV: 22

Die Kammerwahl 1964 zur Bestimmung der Mitglieder der luxemburgischen Abgeordnetenkammer fand am 7. Juni 1964 statt.

## Ausgangslage
Nach der Kammerwahl 1959, bei der die DP stark hinzugewann, wurde die Koalitionsregierung aus CSV und LSAP durch eine CSV/DP-Koalition ersetzt. Neuer Premierminister wurde Pierre Werner (CSV).

## Wahlrecht
Die Sitze werden innerhalb von vier Wahlkreisen proportional nach dem D’Hondt-Verfahren verteilt.

## Ergebnis
Jeder Wähler hatte so viele Stimmen, wie im Wahlbezirk Abgeordnete zu wählen waren. Die Ergebnisse der einzelnen Wahlbezirke:
|                     | Wahlbezirk Süden | Wahlbezirk Süden | Wahlbezirk Süden | Wahlbezirk Osten | Wahlbezirk Osten | Wahlbezirk Osten | Wahlbezirk Zentrum | Wahlbezirk Zentrum | Wahlbezirk Zentrum | Wahlbezirk Norden | Wahlbezirk Norden | Wahlbezirk Norden | Luxemburg insgesamt | Luxemburg insgesamt | Luxemburg insgesamt | Luxemburg insgesamt |
| Anzahl              | %                | Sitze            | Anzahl           | %                | Sitze            | Anzahl           | %                  | Sitze              | Anzahl             | %                 | Sitze             | Anzahl            | % unge- wichtet     | % ge- wichtet *     | Sitze               |                     |
| ------------------- | ---------------- | ---------------- | ---------------- | ---------------- | ---------------- | ---------------- | ------------------ | ------------------ | ------------------ | ----------------- | ----------------- | ----------------- | ------------------- | ------------------- | ------------------- | ------------------- |
| Wahlberechtigte     | 75.066           |                  |                  | 21.353           |                  |                  | 62.558             |                    |                    | 32.811            |                   |                   | 191.788             |                     |                     |                     |
| Wähler              | 68.762           | 91,6             |                  | 19.192           | 89,9             |                  | 56.127             | 89,7               |                    | 29.621            | 90,3              |                   | 173.702             | 90,57               |                     |                     |
| Gültige Stimmzettel | 64.778           | 94,2             |                  | 17.929           | 93,4             |                  | 52.745             | 94,0               |                    | 27.706            | 93,5              |                   | 163.158             | 93,93               |                     |                     |
| Gültige Stimmen     | 1.417.557        |                  |                  | 101.528          |                  |                  | 899.772            |                    |                    | 234.988           |                   |                   | 2.653.845           |                     |                     |                     |
| Sitze insgesamt     |                  |                  | 23               |                  |                  | 6                |                    |                    | 18                 |                   |                   | 9                 |                     |                     |                     | 56                  |
|                     |                  |                  |                  |                  |                  |                  |                    |                    |                    |                   |                   |                   |                     |                     |                     |                     |
| CSV                 | 421.954          | 29,8             | 7                | 47.068           | 46,4             | 3                | 306.959            | 34,1               | 7                  | 107.098           | 45,6              | 5                 | 883.079             | 33,28               | 35,66               | 22                  |
| LSAP                | 593.103          | 41,8             | 10               | 25.449           | 25,1             | 2                | 303.417            | 33,7               | 6                  | 77.874            | 33,1              | 3                 | 999.843             | 37,68               | 35,91               | 21                  |
| DP                  | 75.577           | 5,3              | 1                | 19.749           | 19,5             | 1                | 148.785            | 16,5               | 3                  | 36.533            | 15,5              | 1                 | 280.644             | 10,57               | 12,22               | 6                   |
| KPL                 | 241.293          | 17,0             | 4                | 3.100            | 3,1              |                  | 80.569             | 9,0                | 1                  | 5.947             | 2,5               |                   | 330.909             | 12,47               | 10,44               | 5                   |
| MIP                 | 85.630           | 6,0              | 1                | 6.162            | 6,1              |                  | 60.042             | 6,7                | 1                  | 7.536             | 3,2               |                   | 159.370             | 6,01                | 5,77                | 2                   |

Die LSAP wurde erstmals stimmenstärkste Partei, die CSV erhielt jedoch einen Sitz mehr. Die DP verlor stark, während die Kommunisten erstmals seit 1945 hinzugewannen. Neu in der Kammer vertreten war die Partei der Zwangsrekrutierten des 2. Weltkriegs (Mouvement Indépendent Populaire) mit zwei Sitzen.

## Regierungsbildung
Die bisherige Regierungskoalition aus CSV und DP verfügte nur noch über die Hälfte der Sitze. CSV und LSAP vereinbarten eine Koalition, Premierminister blieb Pierre Werner. Die neuen Minister wurden am 15. Juli 1964 vereidigt.